# 仙厓義梵
仙厓 義梵（せんがい ぎぼん、寛延3年（1750年）4月 - 天保8年10月7日（1837年11月4日））は江戸時代の臨済宗古月派の禅僧、画家。禅味溢れる絵画で知られる。

## 概略
寛延3年（1750年）農民井藤甚八の子として美濃国武儀郡で生まれた。11歳の頃清泰寺において臨済宗古月派の法を嗣ぐ空印円虚（1704-1784）について得度し、臨済宗の僧となった。19歳の時、武蔵国久良岐郡永田（神奈川）の東輝庵に住する月船禅彗（1702-1781）のもとで修行をはじめ、その後印可を受け、月船が示寂した天明1年（1781年）32歳のとき同寺を出て行脚の旅に出る。39歳より博多の聖福寺の盤谷紹適の法嗣となる。住持を23年務め、一応の引退となる。88歳で遷化するまでに、多くの洒脱・飄逸な絵画（禅画）を残す。天保8年（1837年）10月7日遷化、のち天保12年（1841年）仁孝天皇より「普門円通禅師」の諡号を賜る。
本格的に絵を描き始めたのは40代後半になってからと見られている。仙厓の絵は生前から人気があり、一筆をねだる客が絶えなかった。83歳の時、庭に「絶筆の碑」を建て断筆宣言をしたが結局やめられず、没年まで作品は残っている。
昭和初期に「仙厓ブーム」ともいえるほど仙厓の研究熱が高まった時期があり、多くの作品が各地から発見され、逸話や論説が乱立した。仙厓の絵のコレクターとして出光佐三が知られ、そのコレクションは東京の出光美術館に収蔵されている。

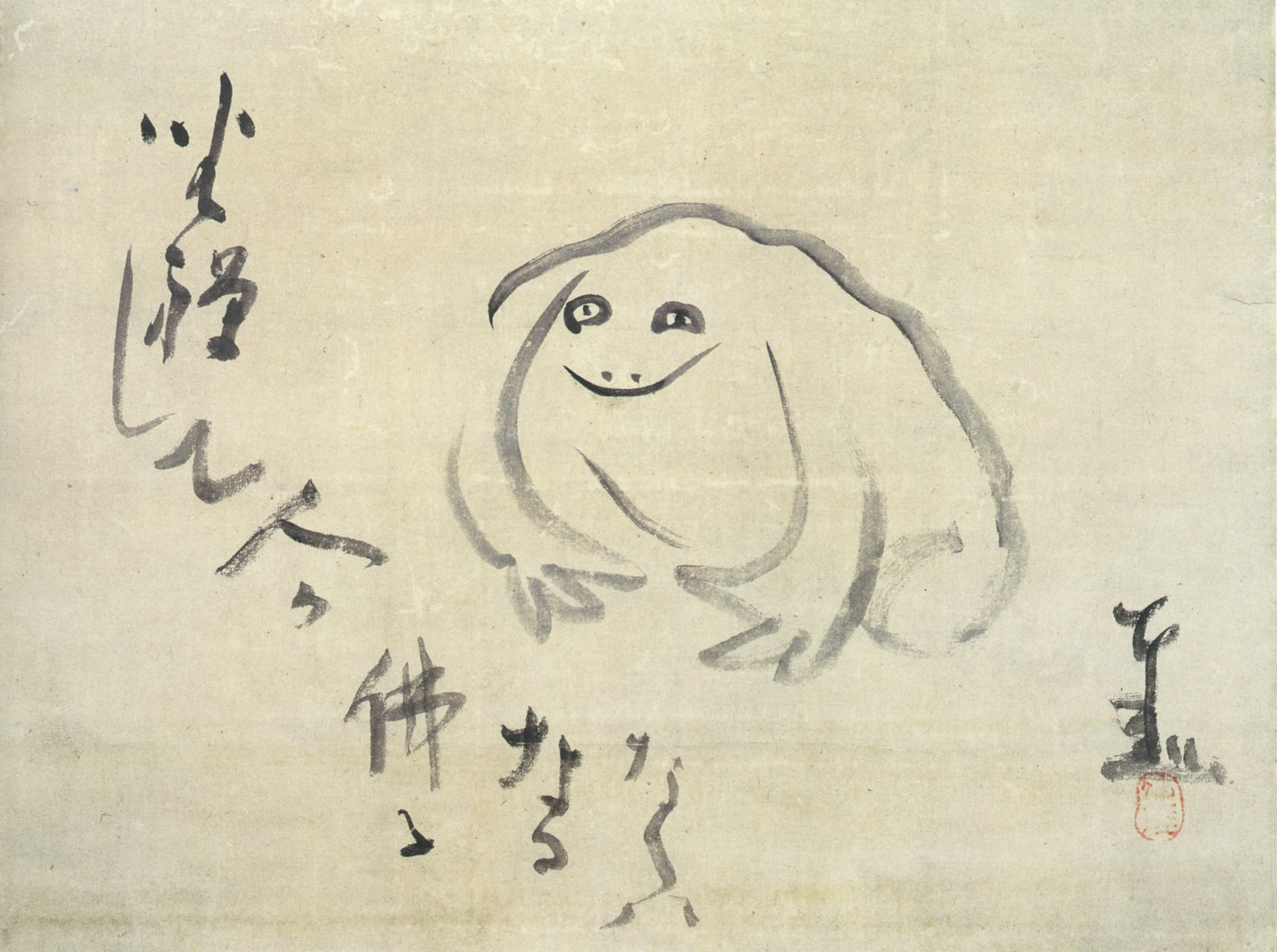

2022年5月21日永青文庫「仙厓ワールド ―また来て笑って！仙厓さんのZen Zen禅画」展など各地で展覧会が開催されている。

## 祖死父死子死孫死
ある年の正月、黒田藩の役人が聖福寺に年始に参り、仙厓義梵に「何かめでたい言葉を書いて欲しい」と依頼した。仙厓義梵は「よしよし」と、すぐに筆をとり、「祖死父死子死孫死」と書いた。役人は顔をしかめて、「めでたいことをとお願いしたのに、これはひどい。縁起でもない」と怒り出した。すると仙厓は次の様に言った。「そうだろうか、まず爺さんが死ぬ。次に親父が死ぬ。次に子が死んで、その後に孫が死ぬ。順序正しく死んで行けば、家中に若死するものがないということだ。だから、こんなめでたいことはない」

## エピソード
仙厓はその奔放な生き方をもって知られており、狂歌も多く詠んだ。有名なものとしては、美濃国において新任の家老が悪政を行ったことに対して「よかろうと思う家老は悪かろう　もとの家老がやはりよかろう」という狂歌を詠んだ。後に美濃国を追放された際には美濃国と蓑を掛詞とし「から傘を広げてみれば天が下　たとえ降るとも蓑は頼まじ」とうたった。
また、絵を依頼に来る者が後を絶たないことについても、「うらめしや　わがかくれ家は雪隠か 来る人ごとに紙おいてゆく」と誰もが来ては紙を置いていくことを自分の家を便所に擬えた狂歌を残している。
辞世の言葉は「死にとうない」だったという逸話がある。ただし、同様の逸話は一休宗純にもある。

## 代表作
- ○△□図 （出光美術館） 紙本墨画
- 指月布袋画賛 （出光美術館） 紙本墨画
- 豊干・寒山拾得図屏風 （幻住庵） 紙本墨画 六曲一双 文政5年（1822年）

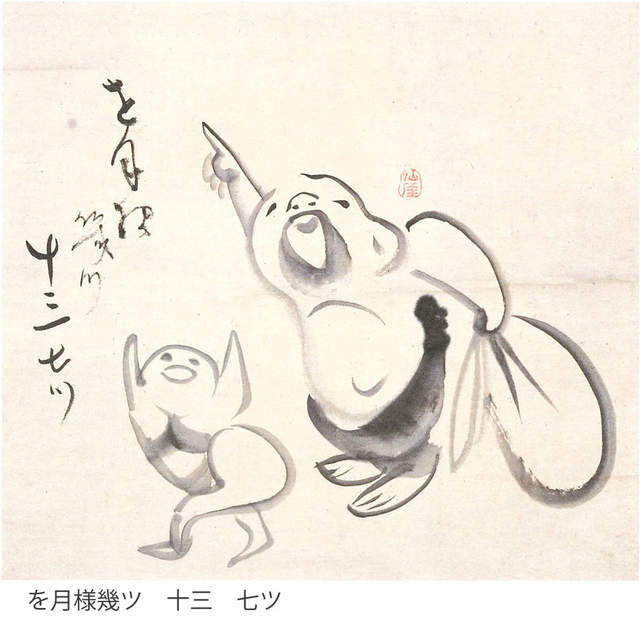
「指月布袋画賛」
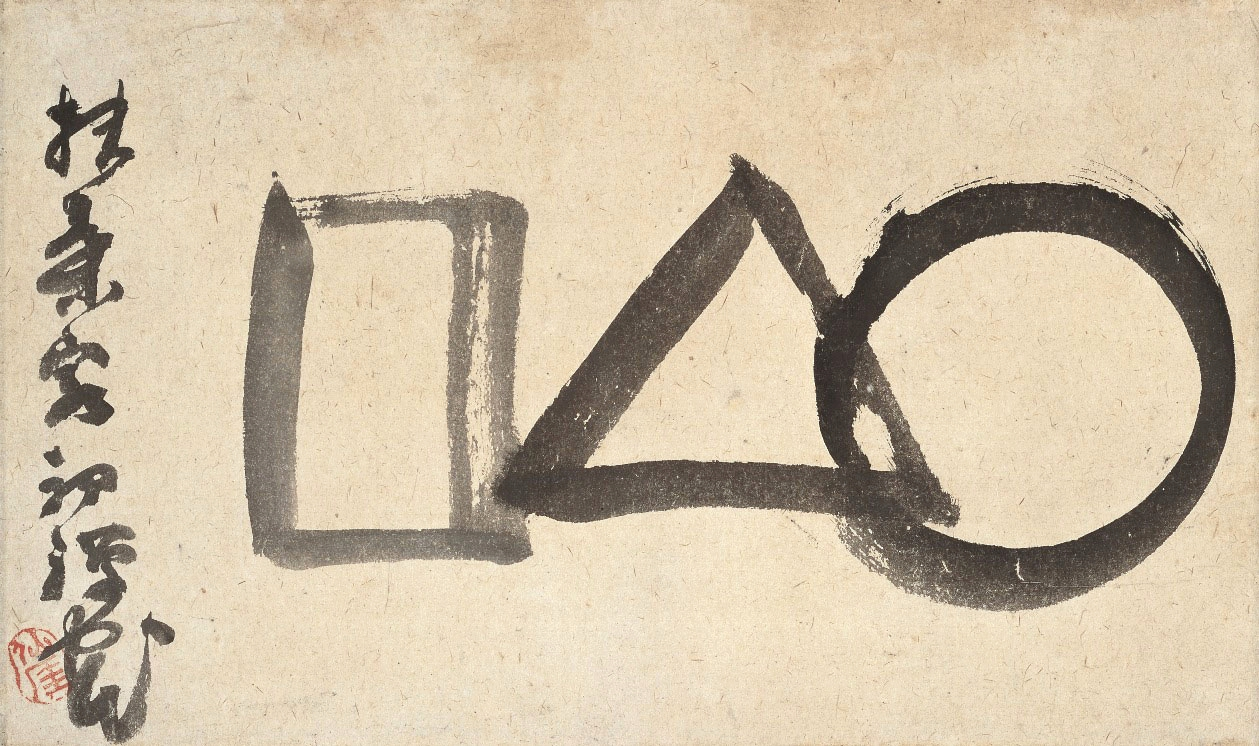
「○△□」 出光美術館蔵
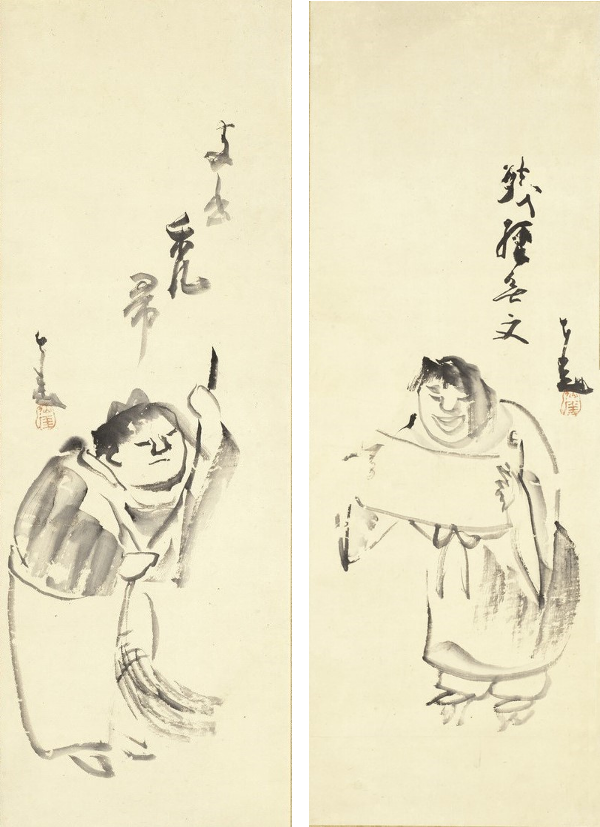
「寒山拾得図」
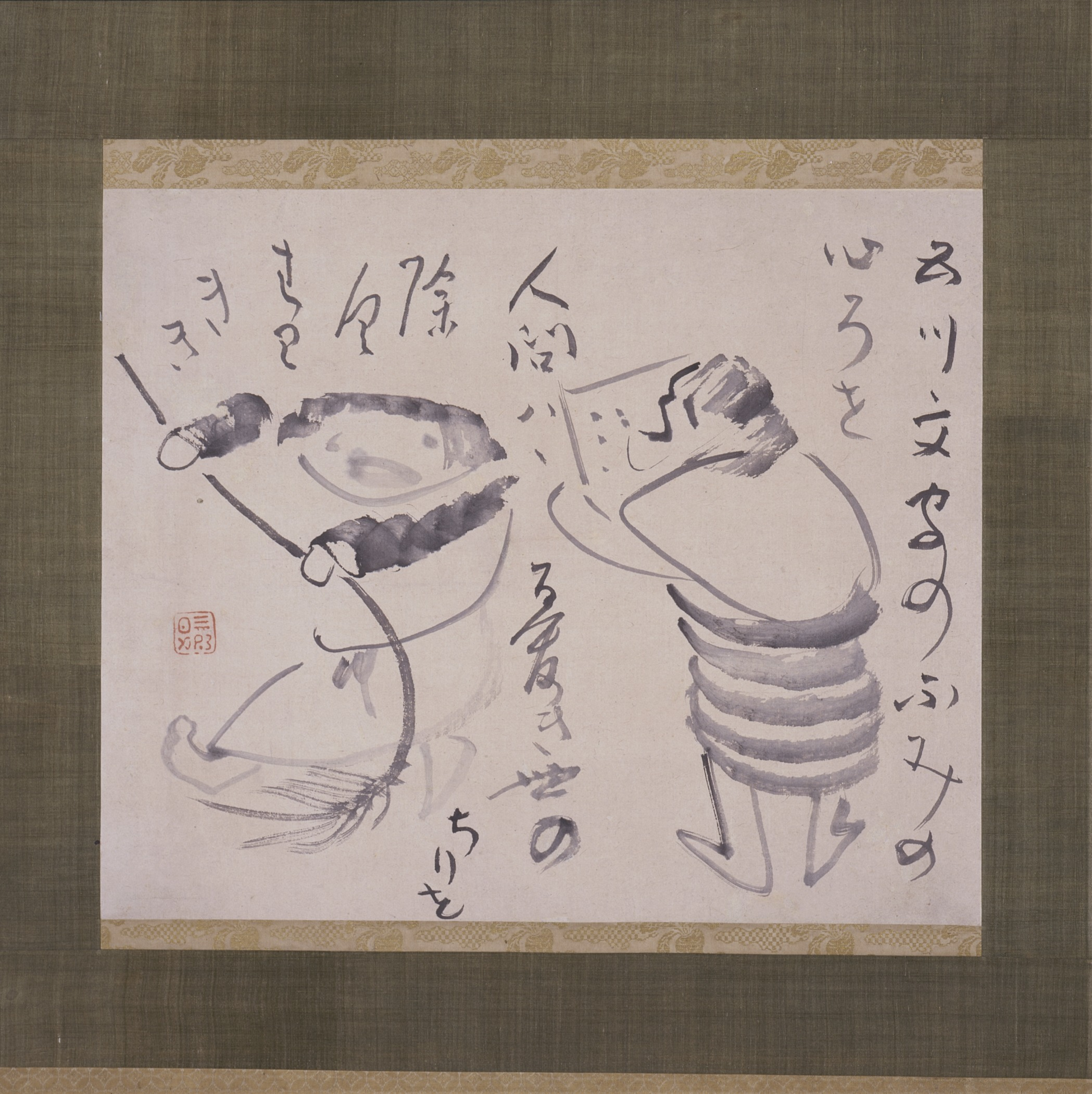
「寒山拾得図」
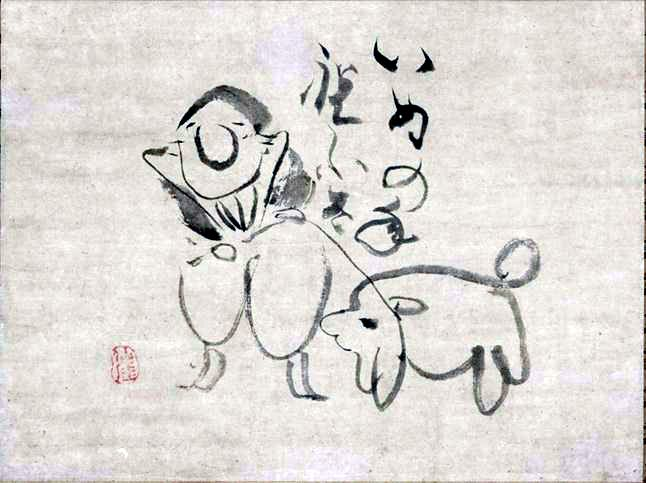
「いぬの年祝ふた」